# Vive! Radio
Vive! Radio es una emisora musical de Castilla y León, con sede en el Edificio Promecal de Burgos (según se indica en la propia página web de la emisora), que comenzó sus emisiones en enero de 2011. En 2012 y 2013, esta emisora hizo Showcase en las fiestas de Burgos, con presencia de todos sus locutores. 
Se puede escuchar en su página web (viveradio.es), en su app para Apple y Android, en TDT para toda Castilla y León en el mux de CyLTV y por la FM en la frecuencia 100.0 FM en Burgos, 95.1 FM en Merindades, 90.6 FM en Logroño, 92.9 FM en Soria, 90.1 FM en Palencia , 87.70 FM en Salamanca y 99.9 FM en Valladolid.
Desde enero de 2014, solo emite música sin locutores, en formato non-stop. Hasta esa fecha, emitía a través de 14 frecuencias en la región. A finales de 2014, se mantenían únicamente las frecuencias de Burgos y Valladolid, aunque esta última finalizó sus emisiones el 16 de enero de 2015, siendo las frecuencias de Burgos y Las Merindades (también en la provincia de Burgos) las únicas que mantienen su emisión. Desde febrero de 2021 cuenta también con una frecuencia en La Rioja, emitiendo en el 90.6 FM para Logroño y comarca.
En el año 2022 Vive! Radio es adjudicataria de 14 licencias de FM en el concurso llevado a cabo por la Consejería de Fomento, recibiendo licencias en todas las capitales de provincia. Se vuelve a poner en marcha el funcionamiento de la emisora como cadena musical con desconexiones, al igual que en sus inicios, pero esta vez con un magazine propio de cada provincia.
Toda su programación se basa en radiofórmula en formato non-stop. Por las mañanas se emite programación local y por las tardes radiofórmula con Roben Koudsi. Sus programas locales están dirigidos por María Cristóbal, Eneka Moreno y Sergio González en Burgos, Irene Rodríguez y Jesús García-Prieto en Palencia, Lidia Veiga y Diego Rivera en Valladolid; Patri Alonso en Zamora, Félix Rivas en Salamanca, Alberto Guerrero en Segovia y Lucía Navas y Alfonso Blasco en Soria.

Algunos antiguos locutores de la emisora y sus respectivos programas son los siguientes:  
- Nuria (Vive! La Mañana).
- Sheyla Varona, Eduardo Plaza y Leticia Gutiérrez (Fórmula Vive!).
- Mario Mub (Vive! Bailando).
- Javi González (Vive! Lo Nuevo).

Sus jingles emiten, principalmente, los siguientes eslóganes: "Tu música con un poco más de vida", "Siempre positiva", "Siempre, Vive Radio" y "Donde vive tu música". En verano, se añade el jingle: "La radio más viva del verano".
Algunos de los jingles son producción de MoonWorks.

## Frecuencias
- Ávila: 91.2 FM
- Burgos: 100.0 FM
- León: 100.6 FM
- Palencia: 90.1 FM
- Ponferrada: 90.0 FM
- Salamanca: 87.7 FM
- Segovia: 90.4 FM
- Soria: 92.9 FM
- Valladolid: 99.9 FM
- Zamora : 93.4 FM

### TDT
- Ávila: Vive!, mux 21, frecuencia 474 MHz, Aut.
- Burgos: Vive!, mux 24 o 35, frecuencia 498 MHz, Aut.
- Bierzo: Vive!, mux 40, frecuencia 626 MHz, Aut.
- Leon: Vive!, mux 33, frecuencia 570 MHz, Aut.
- Palencia: Vive!, mux 23, frecuencia 490 MHz, Aut.
- Salamanca: Vive!, mux 23, frecuencia 490 MHz, Aut.
- Segovia: Vive!, mux 24, frecuencia 498 MHz, Aut.
- Soria: Vive!, mux 41, frecuencia 634 MHz, Aut.
- Valladolid: Vive!, mux 25, frecuencia 506 MHz, Aut.
- Zamora: Vive!, mux 36, frecuencia 594 MHz, Aut.